# Harrison, Ohio
Harrison är en ort i Hamilton County i delstaten Ohio, USA.